# النا لاشمانووا
النا لاشمانووا (به روسی: Елена Анатольевна Лашманова)،(زاده ۹ آوریل ۱۹۹۲ درشهر سارانسک موردوویا) ورزشکار روسی در رشته پیاده‌روی سرعت است. او در المپیک ۲۰۱۲ قهرمان پیاده‌روی ۲۰کیلومتر شد. او به همراه اکثر ورزشکاران روسی در رشته دو و میدانی به خاطر دوپینگ دو سال از شرکت در مسابقات محروم شدند.

## زندگی‌نامه
در بازیهای تابستانی المپیک لندن در سال ۲۰۱۲ در اولین حضورش در پیاده‌روی ۲۰ کیلومتر مدال طلا گرفته و رکورد جهان را شکست.
در ۲۲ ژوئن ۲۰۱۴ اعلام شد که جواب آزمایش دوپینگ لاشمانووا مثبت بوده‌است. او یکی از گروه بزرگ ورزشکاران روسی بود که جواب آزمایش آن‌ها مثبت درآمد و به مدت دو سال محروم شدند. تا المپیک مدت محرومیت حاصل از دوپینگ تمام شده و او می‌تواند از مدال طلایش دفاع کند. او به گروه نخبه‌ای از ورزشکاران رشتهٔ دو سرعت پیوست که مربی همهٔ آن‌ها ویکتور چگین بود و به دلیل دوپینگ از شرکت در مسابقات محروم شدند.
او متهم است که علی‌رغم محرومیت دارویی ۳۰ دسامبر ۲۰۱۴ در مسابقات شرکت کرده‌است. اگر این مطلب ثابت شود محرومیت او دو سال دیگر افزایش خواهد یافت.
رکورد جهانی او در سال ۲۰۱۵ توسط ورزشکار چینی لیو هونگ شکسته شد.

## مسابقات بین‌المللی
| سال           | مسابقه                      | محل برگزاری                | مقام          | رویداد                  | توضیحات       |
| نماینده روسیه | نماینده روسیه               | نماینده روسیه              | نماینده روسیه | نماینده روسیه           | نماینده روسیه |
| ------------- | --------------------------- | -------------------------- | ------------- | ----------------------- | ------------- |
| ۲۰۰۹          | مسابقات قهرمانی جوانان جهان | بریکسن، ایتالیا            | اول           | پیاده‌روی۵۰۰۰ متر        | ۲۲:۵۵٫۴۵      |
| ۲۰۱۰          | مسابقات قهرمانی جوانان جهان | مونکتون، کانادا            | اول           | پیاده‌روی۱۰۰۰۰ متر       | ۴۴:۱۱٫۹۰      |
| ۲۰۱۱          | کاپ پیاده‌روی سرعت اروپا     | اولاو دا رستوراساو، پرتغال | اول           | ۱۰ کیلومتر (U۲۰)        | ۴۳:۱۰         |
| ۲۰۱۱          | کاپ پیاده‌روی سرعت اروپا     | اولاو دا رستوراساو، پرتغال | اول           | تیم - ۱۰ کیلومتر جوانان | ۳ pts         |
| ۲۰۱۱          | مسابقات جوانان اروپا        | تالین،استونی               | اول           | پیاده‌روی۱۰۰۰۰ متر       | ۴۰:۴۳٫۷۳      |
| ۲۰۱۲          | جام جهانی دو سرعت           | سارسک، روسیه               | اول           | 20 km walk              | ۱:۲۷:۳۸       |
| ۲۰۱۲          | بازیهای المپیک              | لندن، پادشاهی بریتانیا     | اول           | 20 km walk              | ۱:۲۵:۰۲       |
| ۲۰۱۳          | مسابقات جهانی               | مسکو،روسیه                 | اول           | 20 km walk              | ۱:۲۷:۰۸       |